# Einheitliche Regionalwahlen in Japan 2015
Die 18. einheitlichen Regionalwahlen (jap. 第18回統一地方選挙, dai-jūhachikai tōitsu chihō senkyo) in Japan zu Verwaltungschefs und Parlamenten der Gebietskörperschaften für vierjährige Amtszeiten fanden am 12. (Präfekturen und Großstädte) und 26. April (alle anderen Gemeinden) 2015 statt. Zur Wahl standen:
- in Präfekturen (insgesamt (seit 1972) 1 -to, 1 -dō, 2 -fu, 43 -ken) am 12. April
  - die Gouverneure (amtliche Bekanntmachung (kokuji) [=Wahlkampfbeginn] 26. März) von Hokkai[dō], Kanagawa, Fukui, Mie, Nara, Tottori, Shimane, Tokushima, Fukuoka, Ōita,
  - die Parlamente (Bekanntmachung 3. April) aller Präfekturen außer Iwate, Miyagi, Fukushima, Ibaraki, Tokio, Okinawa,
- in Gemeinden (insgesamt (Stand: 1. März 2015) 790 -shi (davon 20 designierte Großstädte), 23 -ku, 928 -chō und -son)
  - über 200 Bürgermeister, darunter fünf in Großstädten, und
  - über 600 Parlamente, darunter 17 in Großstädten.

Die Wahlbeteiligung sank landesweit und erreichte vielerorts Rekordtiefststände, die Zahl der mangels Gegenkandidaten ausgefallenen Abstimmungen stieg. Bei allen zehn Gouverneurswahlen setzten sich die erneut kandidierenden Amtsinhaber durch. Bei den meisten Präfekturparlamentswahlen blieb die LDP stärkste Partei und gewann landesweit 50 % der Sitze; die DP verzeichnete deutliche Verluste und stellte landesweit nur noch 12 % der Abgeordneten, die KPJ legte zu; in Osaka blieb die Ōsaka Ishin no Kai, die Lokalpartei von Gouverneur Matsui, zwar stärkste Kraft, verpasste aber anders als 2011 eine absolute Mehrheit. Bei den Bürgermeisterwahlen in den designierten Großstädten Sagamihara (Kanagawa), Shizuoka und Hamamatsu (beide in Shizuoka) und Hiroshima (Hiroshima) wurden die Amtsinhaber wiedergewählt, in Sapporo (Hokkaidō) gewann der von den nationalen Oppositionsparteien und vom scheidenden Bürgermeister Ueda unterstützte ehemalige Vizebürgermeister Katsuhiro Akimoto. Bei den Parlamentswahlen in designierten Großstädten gewann die LDP landesweit insgesamt 29 % der Sitze, die DP 12 %. Die LDP blieb meist stärkste Kraft, in den Stadtparlamenten von Osaka und Sakai konnte die Ishin no Kai wie im Präfekturparlament von Osaka zwar stärkste Partei bleiben, verpasste aber absolute Mehrheiten klar.